# Arbeitsgericht Senftenberg

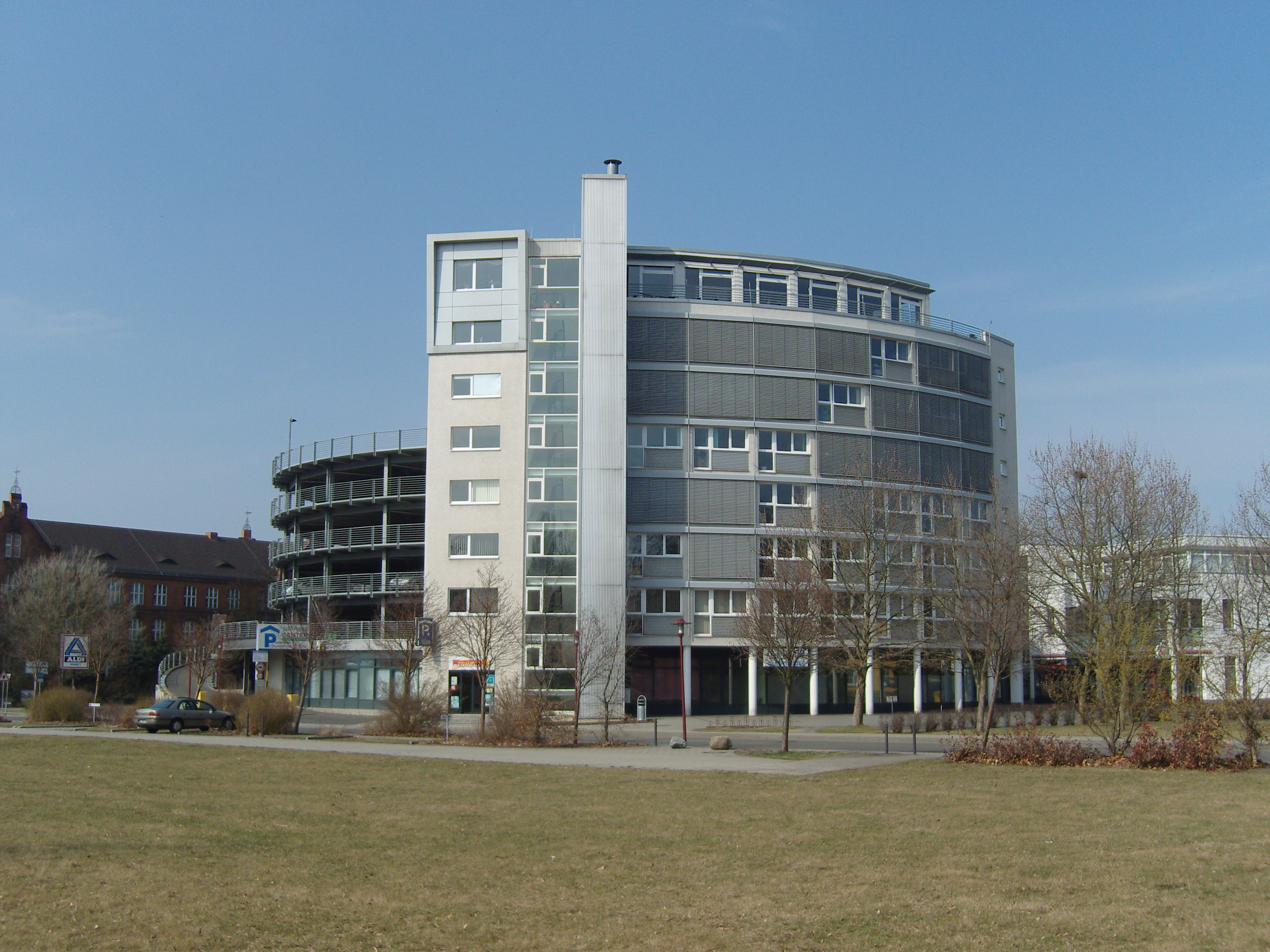
Sitz des ehemaligen Arbeitsgerichts Senftenberg

Das Arbeitsgericht Senftenberg war ein Gericht der Arbeitsgerichtsbarkeit und eines von ehemals sieben brandenburgischen Arbeitsgerichten. Das Gericht ist seit dem 1. Januar 2012 aufgelöst. Seine Aufgaben werden vom Arbeitsgericht Cottbus wahrgenommen.

## Gerichtssitz und -bezirk
Das Gericht hatte seinen Sitz in Senftenberg in der Schulstraße 4 b. Hier tagten bis Ende 2022 auswärtige Kammern des Arbeitsgerichts Cottbus.
Das Arbeitsgericht Senftenberg war örtlich für Rechtsstreitigkeiten aus dem Landkreis Elbe-Elster und dem Landkreis Oberspreewald-Lausitz zuständig. Der Gerichtsbezirk ging durch die Aufhebung des Gerichts auf das Arbeitsgericht Cottbus über. Von 2012 bis 2022 wurden dessen Geschäfte in diesen Landkreisen von den auswärtigen Kammern in Senftenberg wahrgenommen.

## Übergeordnete Gerichte
Dem Arbeitsgericht Senftenberg war zunächst das Landesarbeitsgericht Brandenburg sowie im weiteren Rechtszug das Bundesarbeitsgericht übergeordnet. Zum 1. Januar 2007 ist das Landesarbeitsgericht Brandenburg aufgehoben worden, sodass dessen Zuständigkeit auf das neu errichtete Landesarbeitsgericht Berlin-Brandenburg überging.

## Geschichte
Gemäß Arbeitsgerichtsgesetz vom 23. Dezember 1926 wurden in Deutschland Arbeitsgerichte gebildet. Diese waren nur in der ersten Instanz organisatorisch selbstständige Gerichte, die Landesarbeitsgerichte waren den Landgerichten zugeordnet. Am Landgericht Frankfurt (Oder) entstand so 1927 das Landesarbeitsgericht Frankfurt (Oder) als eines von zwei Landesarbeitsgerichten im Bezirk des Kammergerichtes. In Senftenberg entstand das Arbeitsgericht Senftenberg. Sein Sprengel umfasste den Bezirke der Amtsgerichte Calau und Senftenberg. Es bestand jeweils eine Kammer für Arbeiter, für Angestellte und für Handwerk.
Nach der Besetzung Deutschlands durch die Alliierten wurden 1945 zunächst alle Gerichte geschlossen. Die ordentlichen Gerichte wurden schon bald wieder eröffnet, während die Arbeitsgerichte zunächst außer in Hamburg nicht wieder eingerichtet wurden, so dass arbeitsgerichtliche Streitigkeiten von den ordentlichen Gerichten erledigt werden mussten. Gemäß Kontrollratsgesetz 21 sollten in Deutschland Arbeitsgerichte aufgebaut werden. Für das Land Brandenburg entstand 1946 das Landesarbeitsgericht Potsdam, in Senftenberg wurde das Arbeitsgericht neu gebildet. In der DDR bestanden 1952 bis 1963 Arbeitsgerichte auf Kreis- und Bezirksebene. Nachdem diese 1963 in die Kreis- und Bezirksgerichte integriert worden waren, gab es keine gesonderten Arbeitsgerichte mehr.
Nach der Wende wurden mit dem Gesetz zur Errichtung der Arbeitsgerichtsbarkeit im Land Brandenburg vom 21. Juni 1991 wieder Arbeitsgerichte geschaffen. Das Landesarbeitsgericht Brandenburg hatte seinen Sitz wieder in Potsdam, in Senftenberg entstand das heutige Arbeitsgericht neu. Zum 1. Januar 2012 wurde es aufgehoben.